# Stegosauridae

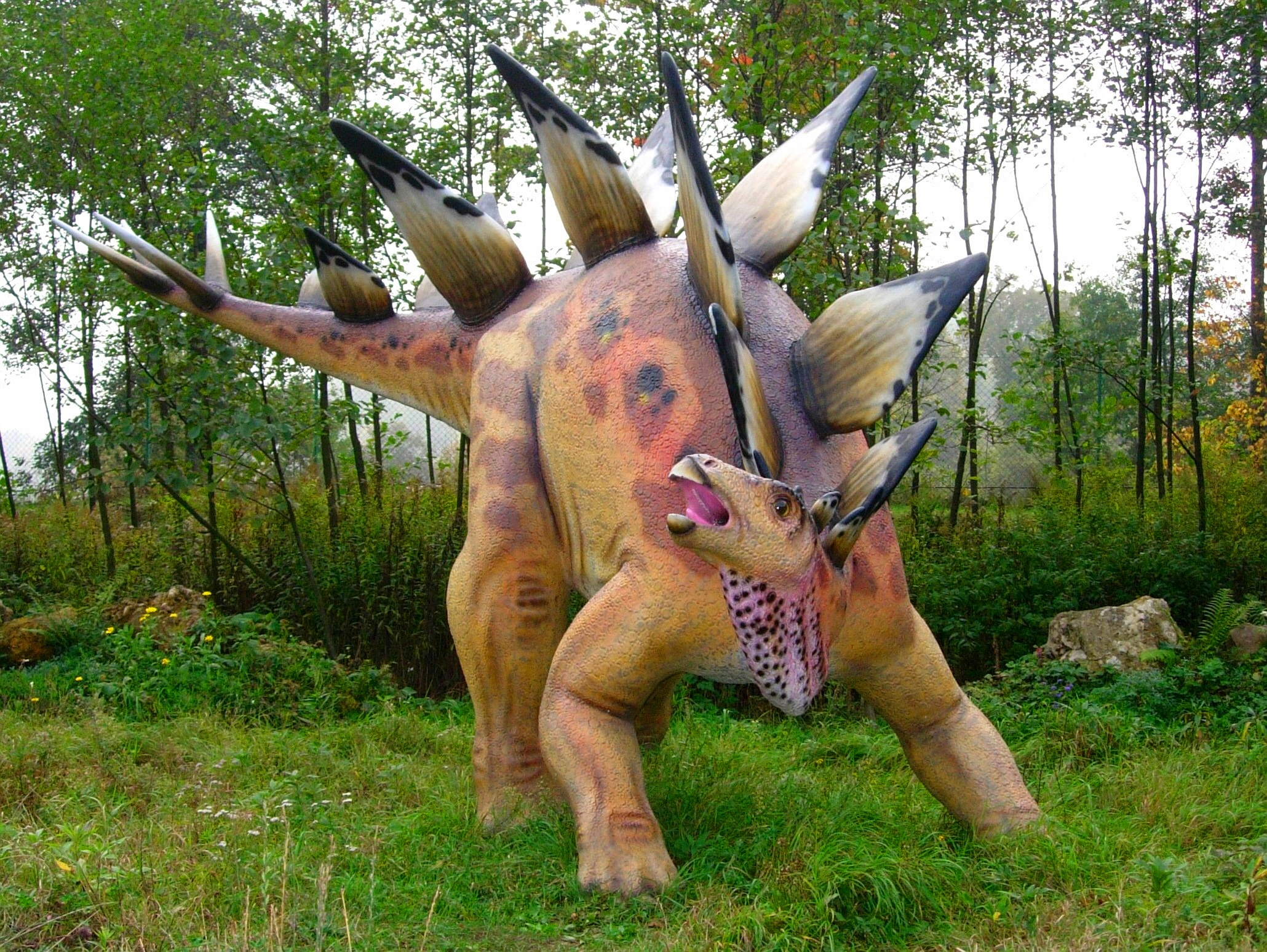
Reconstructie van Stegosaurus

De Stegosauridae zijn een groep dinosauriërs behorend tot de Stegosauria.
Een familie Stegosauridae werd in 1880 benoemd door Othniel Charles Marsh om Stegosaurus een plaats te geven.
De eerste definitie als klade was in 1998 door Paul Sereno: alle Stegosauria die nauwer verwant zijn aan Stegosaurus dan aan Huayangosaurus. In 2005 gaf Sereno een exactere definitie: de groep bestaande uit Stegosaurus stenops en alle soorten nauwer verwant aan Stegosaurus dan aan Huayangosaurus taibaii. Deze nieuwe definitie heeft als bedoeling het mogelijk te maken dat er basale Stegosauria zijn: de eerdere opsplitsing van Stegosauria in Stegosauridae en Huyangosauridae verwerpt Sereno samen met de laatste klade.
De oudste bekende soort is Kentrosaurus uit het Kimmeridgien van Afrika; de jongste Wuerhosaurus uit het Aptien van China, aangenomen dat Dravidosaurus uit India in feite geen stegosauriër is zoals eerst beschreven.
Mogelijke soorten zijn:
- Paranthodon
- Monkonosaurus
- Chungkingosaurus
- Chialingosaurus
- Wuerhosaurus
- Hesperosaurus
- Dacentrurus
- Stegosaurinae:
  - Tuojiangosaurus
  - Kentrosaurus
  - Lexovisaurus
  - Stegosaurus
- incertae sedis:
  -  ?Craterosaurus
  - Jiangjunosaurus